# Psychedelische rock
Psychedelische rock, ook wel acid rock is een stijl binnen de rockmuziek die beïnvloed wordt door de psychedelische cultuur, waarin men de ervaring van psychedelische drugs probeert te versterken of imiteren. Het gebruikt vaak nieuwe opnametechnieken en effecten en put uit niet-westerse bronnen, zoals raga en drones uit de Indiase muziek. Psychedelische rock had twee belangrijke centra in het midden van de jaren 1960: de westkust van de Verenigde Staten en Londen. Psychedelische rock beïnvloedde in sterke mate de verdere ontwikkeling van andere genres, vooral alternative rock, art rock, heavy metal en progressieve rock. Eigentijdse invloed is duidelijk in sommige exponenten van britpop en sommige soorten dansmuziek.

## Geschiedenis
Muzikanten als The Beatles, The Byrds en The Yardbirds legden de basis voor de psychedelische rock, die ontstond als genre in de jaren 60 onder folkrock- en bluesrockbands als The Jimi Hendrix Experience, Pink Floyd, Grateful Dead, Jefferson Airplane en Cream. De stijl bereikte een hoogtepunt tussen 1967 en 1969 met de Summer of Love en Woodstock en werd een internationale muzikale beweging, geassocieerd met een wijdverspreide tegencultuur.
Daarna begon een achteruitgang toen onder meer veranderende houdingen en het verlies van sleutelfiguren ertoe leidden dat overgebleven muzikanten doorgingen met nieuwe muzikale stijlen.
Psychedelische rock beïnvloedde het ontstaan van psychedelische pop en psychedelische soul en overbrugde de overgang van op blues en folk gebaseerde rock naar progressieve rock, glamrock, hardrock en beïnvloedde daardoor ook de ontwikkeling van subgenres als heavy metal. Sinds het begin van de jaren 90 herleeft de stijl in verschillende vormen van neopsychedelia.

## Kenmerken

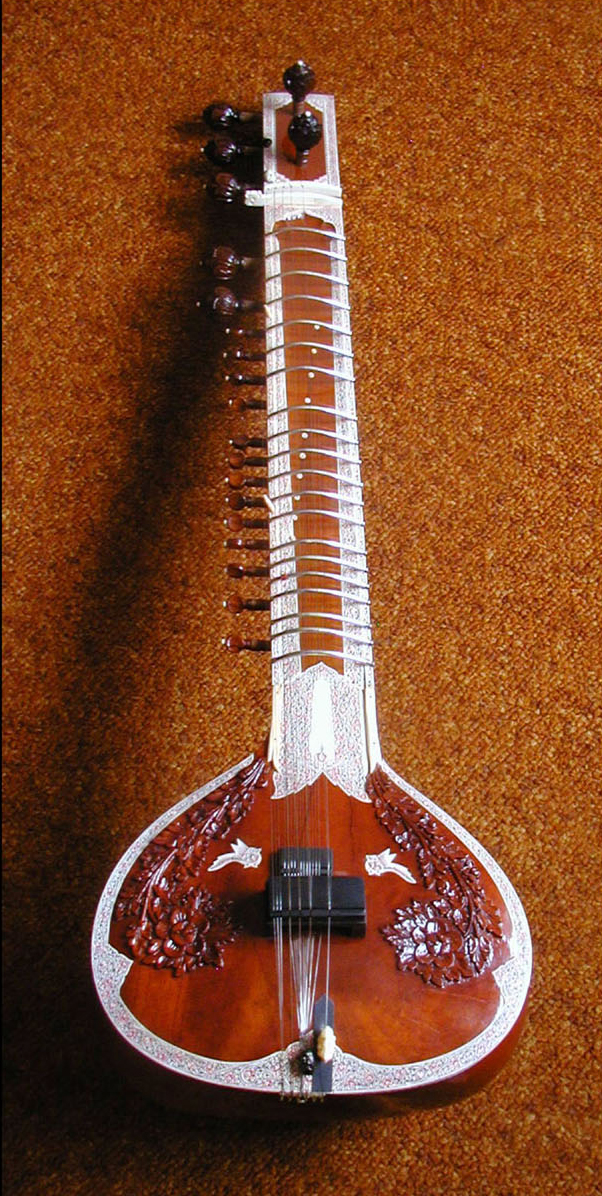
Een sitar, een veelgebruikt instrument op vroege opnames.

Als muziekstijl probeert psychedelische rock de effecten van hallucinogene drugs te repliceren en de geestverruimende ervaringen ervan te verhogen. De stijl integreert hierin nieuwe elektronische en opname-effecten, uitgebreide solo's en improvisatie en is beïnvloed door oosterse mystiek. Dit blijkt uit het gebruik van exotische instrumenten, vooral van Indiase muziek, en het integreren van elementen uit de oosterse muziek. Belangrijke kenmerken zijn:
- elektrische gitaren, vaak gebruikt met audiofeedback, wah-waheffecten en distortion;[1]
- uitgewerkte studio-effecten zoals achterwaartse tapes, lange loops en galm;[2]
- exotische instrumentatie, met een voorkeur voor de sitar en de tabla;[3]
- een sterke aanwezigheid van keyboards, vooral orgels, klavecimbels of de Mellotron;[4]
- uitgebreide instrumentale solo's of jams;[5]
- complexe structuren, veranderingen van voortekening en maatsoort en drones;[5]
- elektronische instrumenten zoals synthesizers en de theremin;[6][7]
- teksten met directe of indirecte verwijzingen naar drugs, zoals in "White Rabbit" van Jefferson Airplane en "Purple Haze" van Jimi Hendrix;[8]
- surrealistische, grillige, esoterische of literair-geïnspireerde teksten.[9][10]

## Artiesten
- The 13th Floor Elevators
- The Beatles (latere periode)
- The Byrds
- Big Brother and the Holding Company
- Black Mountain
- Cream
- The Doors
- DeWolff
- Earthless
- The Electric Prunes
- Grateful Dead
- Hawkwind
- Jefferson Airplane
- The Jimi Hendrix Experience
- John Frusciante
- The Mermen
- Los Brincos
- Led Zeppelin
- Mountain
- MGMT
- Pink Floyd
- Procol Harum
- Quicksilver Messenger Service
- Siena Root
- Soft Machine
- Steppenwolf
- Tame Impala